# Call of Duty: Black Ops 4
Call of Duty: Black Ops 4 је пуцачина из првог лица коју је развио Трејарч, а издао Активижн. Глобално је постала доступна 12. октобра 2018. године за Microsoft Windows, PlayStation 4 и Xbox One. Игра представља наставак Call of Duty: Black Ops III, пети наставак подсерија Black Ops и укупно 15. наслов у серијалу Call of Duty.
Black Ops 4 је први Call of Duty наслов који не садржи традиционалну мод кампање. Уместо истог, игра садржи мод „соло мисија”, који се фокусирају на позадинску причу ликова из мулитплејера. Хронолошки, мисије се одигравају између Black Ops II и III. Ликови у мултиплејеру су познати као тзв. „Specialists” (срп. специјалисти).
Мултиплејер мод је први у серијалу који не садржи аутоматску регенерацију. Игра садржи четири зомби мапе. Локације су разтноврсне; од Титаника и древне римске, гладијаторске арене до Алкатраза. Black Ops 4 такође садржи бетл ројал мод.
Пријем публике пре званичног изласка је био измешан. Главни проблеми који су исти навели јесте недостатак кампања и тзв. „Black Ops Pass”. Међутим, након изласка, Black Ops 4 је добио позитивне критике. Посебно је похваљен „Blackout” мод. Ипак, опет су се јавиле критике на рачун микротрансакција.